# Aquafan
Aquafan è un parco acquatico a Riccione, in Italia.

## Storia
La struttura venne inaugurata nel 1987, lo stesso anno in cui aprirono in Francia Zygofolis e Futuroscope. Alla fine degli anni ottanta vi furono registrate trasmissioni televisive. Il parco contiene acquascivoli, piscina a onde, fiume lento e rapido. Col tempo vennero aggiunte altre attrazioni come il "Kamikaze", uno scivolo a due piste lunghe 90 metri con forte pendenza che permette di raggiungere alte velocità, l'"Extreme river", una rampa a sezione paraboidale (half pipe) sulla quale si scivola in moto armonico fino a perdere quota e lo "Speedriul", una struttura a forma di imbuto. Vi si svolgono anche spettacoli di animazione e musicali e vi sono luoghi di ristoro e una discoteca, la "Walky Cup"; Aquafan chiude alle 18:30, ma negli anni ha utilizzato i suoi spazi per tenere concerti durante le ore notturne.
Nel 2004 è stato affiancato da un cinema IMAX e un nuovo parco, Oltremare, di natura ludico-didattica. Nel 2010 viene installato un nuovo scivolo tubolare dal nome "Strizzacool" che permette una discesa di gruppo. Il parco è grande 83306 m². Sommandone la lunghezza, gli scivoli arrivano a misurare 3 km, mentre 90 sono i chilometri delle tubazioni che sono state necessarie per costruirli; infine, 8 000 sono i metri cubi di acqua in continuo movimento.
Recentemente Aquafan è stato interpretato come: luogo di osservazione del sociale contemporaneo […] contesto di sperimentazione delle mutazioni che riguardano l'identità, i consumi, gli stili di vita. È stato così creato il cosiddetto "Laboratorio delle percezioni", che ha lo scopo di cogliere i desideri e i modi di essere delle persone. Il Laboratorio si avvale del coordinamento scientifico e del lavoro (sul campo e di studio) del LaRiCA, il Laboratorio di Ricerca sulla Comunicazione Avanzata dell'Università degli Studi di Urbino. Dal 2011 durante l'estate in alcune serate (normalmente una volta a settimana), nel parco acquatico si svolge lo schiuma party più grande del mondo con ospiti e dj internazionali capaci di richiamare migliaia di giovani, tra questi vi sono: Paul Kalkbrenner, David Guetta, Avicii, LMFAO, Martin Solveig, Gabry Ponte e Skrillex. 
I proprietari sono Costa Edutainment S.p.A. (95%) e Silvano Balducci (5%).

## Attrazioni
- Piscina onde: è un grande specchio acqueo che si estende per 2.670 m². Vi si svolgono i principali eventi tra cui la "maxionda" durante la quale si fanno spettacoli e le onde hanno più potenza;
- Scivoli alti: è stata la prima attrazione aperta nel parco ed è composta da 3 scivoli. L'attrazione è nella stessa piattaforma da cui partono il Kamikaze, il River Run e il Black Hole;
- River Run: ha come tracciato uno scivolo alto e si percorre sopra un gommone;
- Kamikaze: inaugurato nel 1991, è formato da due scivoli lunghi 90 metri ciascuno, sui quali è possibile raggiungere i 70 km/h;
- Twist: è composto da tre tubi intrecciati lunghi 100 metri;
- Surfing Hill: è composto da 6 corsie in gomma lunghe 110 metri poste in un dislivello naturale, da cui si scende in gommone;
- Fiume lento: consiste nel percorrere lentamente un percorso intorno al privè del parco in gommone;
- Fiume rapido: inaugurato nel 1989, è ambientato in un torrente montano sinuoso navigabile con un gommone, sono inoltre presenti varie soste;
- Extreme River: inaugurato nel 2000, è un canale a forma di V navigabile con un gommone che termina in una piscina;
- Speedriul: inaugurato nel 2005, è uno scivolo in cui si percorre un tubo chiuso che sbuca in un grande imbuto. Dopo aver fatto diversi giri dell'imbuto, si imbocca un secondo tubo chiuso che termina in una piccola piscina;
- Black Hole: inaugurato nel 2017, è un tubo nero con effetti luminosi rossi con delle curve che si percorre con un gommone;
- Strizzacool: inaugurato nel 2010, è composto da due percorsi (uno azzurro con poca pendenza e un tubo chiuso con effetti luminosi, l'altro, bianco, con più pendenza e più rapido) navigabili con un gommone da 4 posti che terminano in una piscina;
- Poseidon: complesso di tre piscine con idromassaggio collegate tramite cascate che ricreano un'ambientazione tropicale;
- Piscina dell'elefante: scivolo per bambini con tre corsie molto corte che partono da un elefantino rosa;
- Arca Beach: quattro scivoli per bambini (dei quali uno è un tubo) che partono da una barca;
- Antartic Baby Beach: tre scivoli per bambini simili a quelli dell'elefante rosa che ricreano l'ambiente del polo sud;
- M280: inaugurato nel 2021, all'inizio si sale in massimo 4 persone tramite un nastro trasportatore su un gommone, successivamente si scende da un enorme tubolare con effetti luminosi colorati e un piccolo imbuto verticale al suo interno, e infine si fa una curva a mo' di skateboard park.